# Каратобински район
Каратобински район (на казахски: Қаратөбе ауданы) е съставна част на Западноказахстанска област, Казахстан, обща площ 9513 км2 и население 15 334 души (по приблизителна оценка към 1 януари 2020 г.). Административен център е село Каратобе.